# Kotaramagulla, Bangarapet
Kotaramagulla là một làng thuộc tehsil Bangarapet, huyện Kolar, bang Karnataka, Ấn Độ.